# Indicador de endeudamiento
Indicador de endeudamiento es un referente financiero cuyo objetivo es evaluar el grado y la modalidad de participación de los acreedores de una empresa en su provisión pecuniaria. Se trata de precisar los riesgos en los cuales incurren tales acreedores y los dueños de la empresa así como la conveniencia o la inconveniencia de cierto nivel deudor de la «firma».
Altos índices de endeudamiento son convenientes sólo cuando la tasa de rendimiento de los activos totales supera al costo promedio de la financiación.
Entre otros factores, para el análisis de endeudamiento de una empresa se toman en cuenta:
- Los pasivos que se consideran no totalmente exigibles.
- Prorrogabilidad del pago de pasivos (a su fecha de vencimiento), ponderando la conveniencia tanto del acreedor como de la empresa.
- Las cuentas del patrimonio sobre cuyo valor no existe certeza absoluta.
- Préstamos de socios. Estos pueden optar por:

1. Incremento del plazo del préstamo.
2. Conversión del préstamo en inversión.